# Frank Witzel

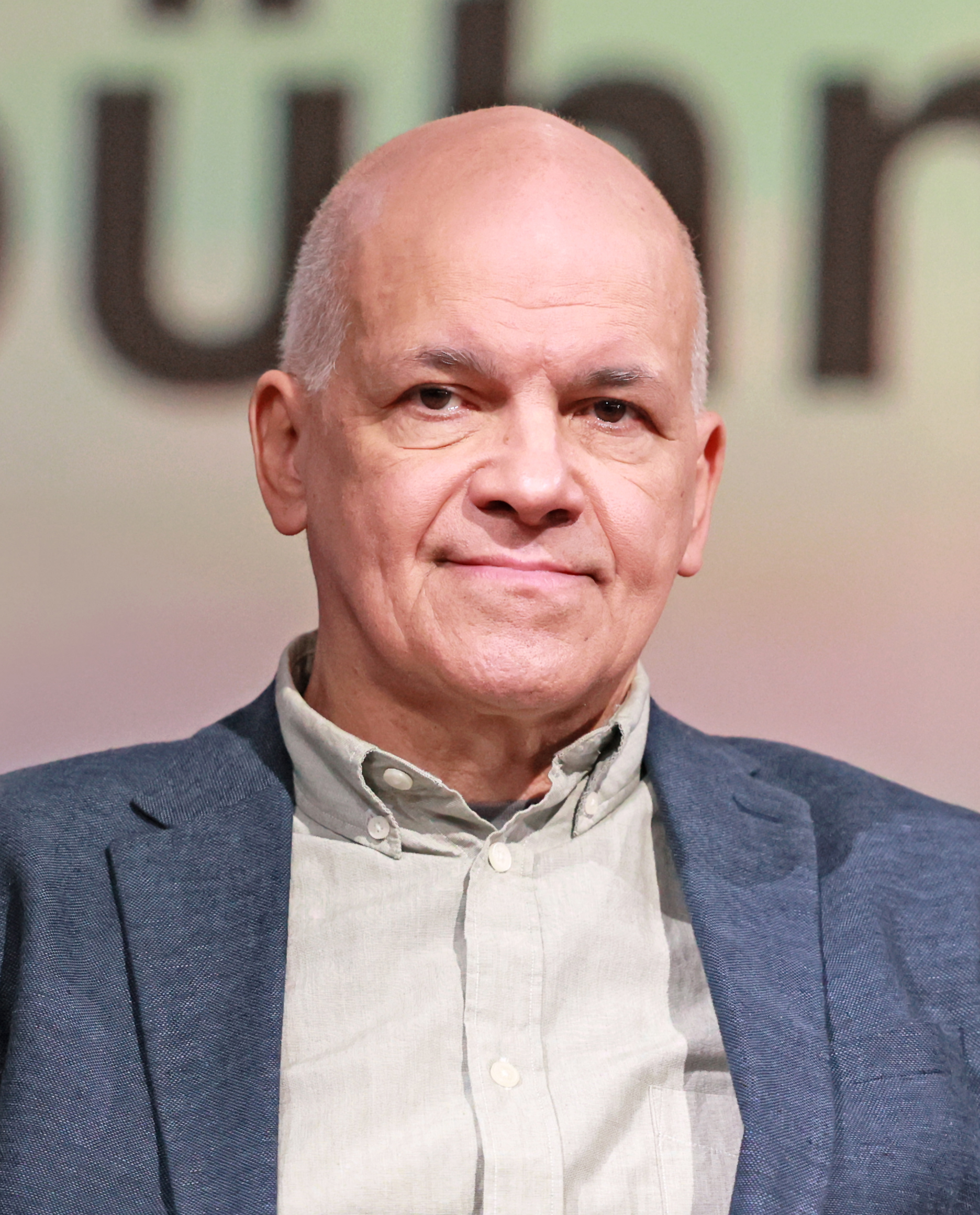
Frank Witzel auf der Frankfurter Buchmesse 2023

Frank Witzel (* 12. November 1955 in Wiesbaden) ist ein deutscher Schriftsteller, Illustrator, Radiomoderator und Musiker. Er lebt in Offenbach am Main und in Berlin.

## Leben und Werk
Witzel absolvierte nach der Schule zunächst eine musikalische Ausbildung am Konservatorium Wiesbaden. Bereits in seiner Kindheit lernte er Klavier, Cello und klassische Gitarre. Ab 1975 veröffentlichte Witzel Gedichte in alternativen Literaturzeitschriften wie Die Gießkanne, Das Nachtcafé, TJA oder Machwerk. Sein erster Gedichtband Stille Tage in Cliché erschien bei Nautilus 1978.
In seinem Roman Bluemoon Baby (2001) erzählt Witzel die Geschichte des in Mittelhessen lebenden Gymnasiallehrers Hugo Rhäs, die sich mit anderen Handlungssträngen – etwa dem bizarren Auftritt des knochenlosen Spions Douglas Douglas Jr. in Wisconsin – überschneidet. Dabei verknüpft Witzel moderne Verschwörungstheorien mit Elementen des Spionageromans, durchsetzt von Anspielungen auf Popkultur und Literatur: Die dekonstruktivistische Theorie Jacques Derridas hat ebenso ihren Auftritt wie Heinrich Böll oder William S. Burroughs.
Auch im folgenden Roman Revolution und Heimarbeit (2003) kombiniert Witzel Verschwörungstheorien – wie etwa die angeblich bloß simulierte Mondlandung im Jahr 1969 – mit grotesken Ereignissen, Kapitalismuskritik und Freakshow-Elementen. Es treten folgende Protagonisten auf: eine kambodschanische Teletubbie-Schauspielerin, eine Mennonitin, ein Kleinkrimineller, ein Reliquiendealer, ein Werbetexter und ein Journalist, der eine Geschichte zu konstruieren versucht und dabei das Prinzip der Faktizität und Objektivität ad absurdum führt. Mit diesen Themen- und Figurenkonstellationen steht Witzel in der Tradition Thomas Pynchons, der die Kombination von Popkultur, Paranoia und philosophischen Diskursen in der Literatur maßgeblich beeinflusst hat.
Für sein Romanprojekt Die Erfindung der Roten Armee Fraktion durch einen manisch-depressiven Teenager im Sommer 1969 erhielt Witzel 2012 den Robert-Gernhardt-Preis. 2015 wurde der fertiggestellte Roman mit der folgenden Begründung mit dem Deutschen Buchpreis ausgezeichnet:

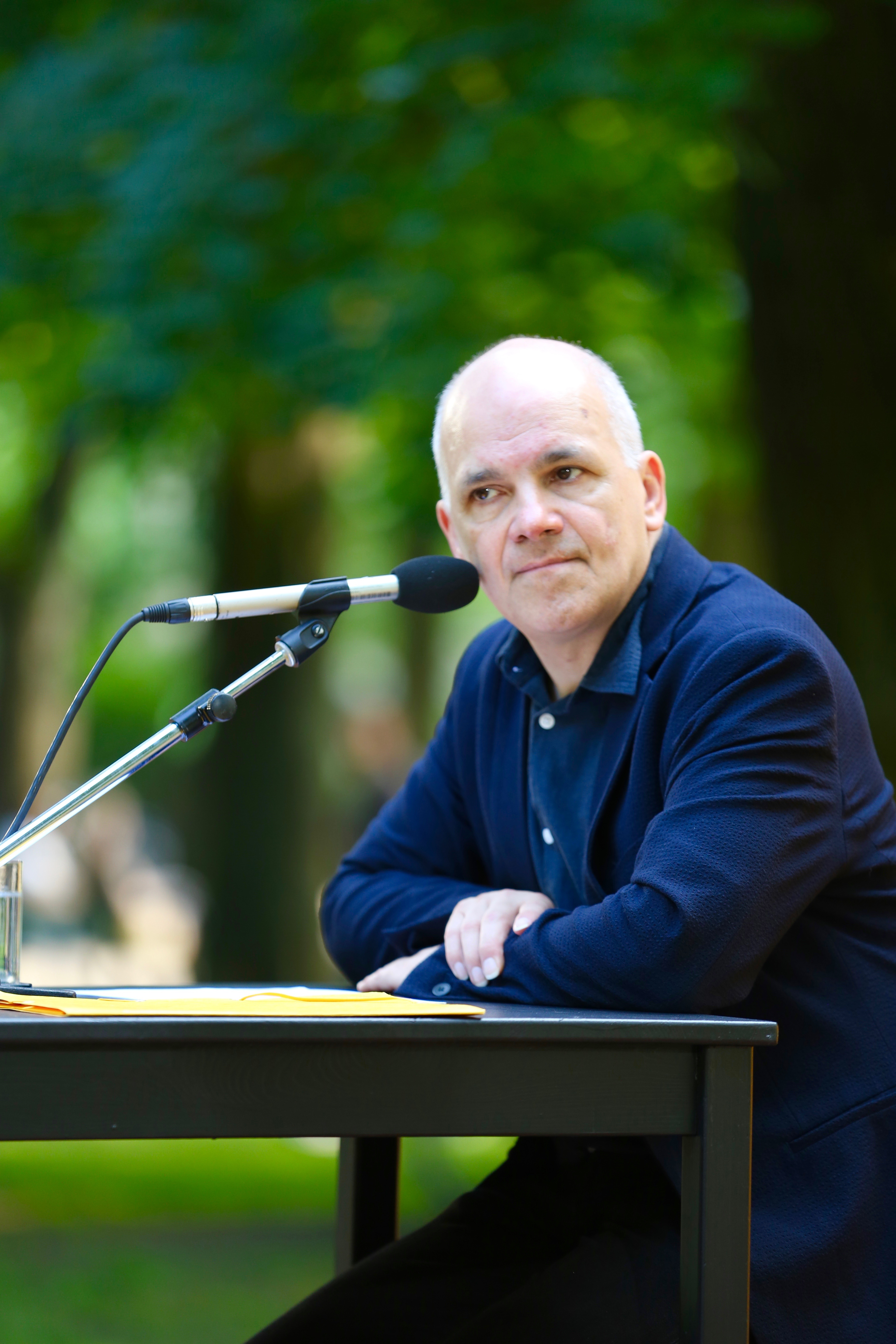
Frank Witzel 2017

„Frank Witzels Werk ist ein im besten Sinne maßloses Romankonstrukt. Erzählt wird die Geschichte eines Jungen aus der hessischen Provinz, der sich im Alter von dreizehneinhalb auf der Schwelle zum Erwachsenwerden befindet. In diese Geschichte eingewoben ist das politische Erwachen der alten Bundesrepublik, die beginnt, sich  vom Muff der unmittelbaren Nachkriegszeit zu befreien. Diese Ära des Umbruchs wird heraufbeschworen in disparaten Episoden, die unterschiedlichste literarische Formen durchspielen, vom inneren Monolog über die Action-Szene oder das Gesprächsprotokoll bis zum philosophischen Traktat. Der Roman „Die Erfindung der Roten Armee Fraktion durch einen manisch-depressiven Teenager im Sommer 1969“ ist in seiner Mischung aus Wahn und Witz, formalem Wagemut und  zeitgeschichtlicher Panoramatik einzigartig in der deutschsprachigen Literatur. Frank Witzel begibt sich auf das ungesicherte Terrain eines spekulativen Realismus. Mit dem Deutschen Buchpreis wird ein genialisches Sprachkunstwerk ausgezeichnet, das ein großer Steinbruch ist, ein hybrides Kompendium aus Pop, Politik und Paranoia.“

2018 schrieb Witzel unter dem Titel Stahnke eine fünfzehnteilige Hörspielserie für den Bayerischen Rundfunk. In einer Pilotfolge von 50 Minuten, deren Beginn auf den Romananfang von Robert Musils Mann ohne Eigenschaften anspielt, und vierzehn Folgen von jeweils knapp einer halben Stunde erzählt sie von dem Architekten Stahnke, der im Auftrag der Firma IGWT durch die Provinz der Bundesrepublik fährt, um in Kleinstädten Möglichkeiten für Bauprojekte zu erkunden. Er analysiert dabei nicht nur die baulichen Gegebenheiten der jeweiligen Orte, sondern auch Sozialstruktur und politische Machtverhältnisse. Stahnke ahnt, dass diese Bauprojekte reihenweise scheitern und mitunter sogar die Gemeinden in den Ruin treiben werden. Als eine Reihe mysteriöser Morde die Gegend erschüttert, die er jüngst für seine Standort-Evaluationen bereiste, gerät er ins Visier des ermittelnden Kommissars.
Zusammen mit Uwe Timm nahm Witzel 2018 die Tübinger Poetik-Dozentur wahr, gemeinsam mit Ingo Schulze 2021/22 die Paderborner Gastdozentur für Schriftstellerinnen und Schriftsteller. 2021 wurde Witzel der Erich-Fried-Preis zuerkannt; 2022 wurde er in die Deutsche Akademie für Sprache und Dichtung aufgenommen. 2024 wurde die Oper Dora von Bernhard Lang, Libretto Frank Witzel, aufgeführt an der Staatsoper Stuttgart, bei der internationalen Kritikerumfrage der Opernwelt zur "Uraufführung des Jahres" gewählt.
2024 wurde sein Essay Die Möglichkeit einer Micky Maus mit dem Wortmeldungen-Ulrike Crespo Literaturpreis ausgezeichnet. 2025 erhält Witzel für sein Gesamtwerk den Joseph-Breitbach-Preis.

## Veröffentlichungen

### Lyrik und Prosa
- Stille Tage in Cliché. Edition Nautilus, Hamburg 1978, ISBN 3-921523-42-7. (mit Gedichten und Illustrationen des Autors).
- Tage ohne Ende Ein Poème Cinématique. Edition Nautilus, Hamburg 1980, ISBN 3-921523-47-8. (Mit Gedichten, 249 Fotos und einem Nachwort des Autors; Rolf Dieter Brinkmann gewidmet)
- als Bearbeiter und Herausgeber: Der Todestrieb. Lebensbericht eines Staatsfeindes. Autobiografie von Jacques Mesrine (Originaltitel = L’instinct de mort übersetzt von Angela Schmidt und Pierre Gallissaires). Nautilus Nemo Press, Hamburg 1980, ISBN 3-922513-03-4.
- Bluemoon Baby. Roman. Edition Nautilus, Hamburg 2001, ISBN 3-89401-376-1. (Taschenbuchausgabe bei dtv, München 2003, ISBN 3-423-20652-7)
- Revolution und Heimarbeit. Roman. Edition Nautilus, Hamburg 2003, ISBN 3-89401-376-1.
- mit Thomas Meinecke, Klaus Walter: Plattenspieler. Edition Nautilus, Hamburg 2005, ISBN 3-89401-451-2.
- als Verfasser eines Nachwortes: Ludwig Tieck: Die sieben Weiber des Blaubart. (= Gespenster-Bibliothek. Band 1). Hrsg. von Nora Sdun, Jan-Frederik Bandel und BMW. Textem, Hamburg 2007, ISBN 978-3-938801-31-4.
- Vondenloh. Textem, Hamburg 2008, ISBN 978-3-938801-48-2. Neuausgabe: Matthes & Seitz, Berlin 2018, ISBN 978-3-95757-679-8.
- mit Thomas Meinecke und Klaus Walter: Die Bundesrepublik Deutschland. Edition Nautilus, Hamburg 2009, ISBN 978-3-89401-600-5.
- Die Erfindung der Roten Armee Fraktion durch einen manisch-depressiven Teenager im Sommer 1969. Roman. Matthes & Seitz Berlin, Berlin 2015, ISBN 978-3-95757-077-2.[11]
- mit Philipp Felsch: BRD Noir. Matthes & Seitz, Berlin 2016, ISBN 978-3-95757-276-9.
- Direkt danach und kurz davor. Matthes & Seitz, Berlin 2017, ISBN 978-3-95757-477-0.
- Grund unter Grund. Brüterich Press, Berlin 2017, ISBN 978-3-945229-15-6.
- Uneigentliche Verzweiflung. Metaphysisches Tagebuch I . Matthes & Seitz, Berlin 2019, ISBN 978-3-95757-780-1.
- mit Marcus Steinweg: Humor und Gnade. Matthes & Seitz, Berlin 2019, ISBN 978-3-95757-724-5.
- Inniger Schiffbruch. Matthes & Seitz, Berlin 2020, ISBN 978-3-95757-838-9. Rezension.[12]
- Die Unmöglichkeit eines Ich. Blessuren, Klammern, Beharrungen. Klostermann, Frankfurt am Main 2021, ISBN 978-3-465-04567-0.
- Erhoffte Hoffnungslosigkeit. Metaphysisches Tagebuch II . Matthes & Seitz, Berlin 2021, ISBN 978-3-7518-0022-8.
- Kunst als Indiz. Derricks phantastischer Realismus. Schlaufen Verlag, Berlin 2022, ISBN 978-3-9876100-0-4.
- Die fernen Orte des Versagens. Erzählungen. Matthes & Seitz, Berlin 2023, ISBN 978-3-7518-0937-5.
- Meine Literaturgeschichte des 20. Jahrhunderts. Matthes & Seitz, Berlin 2024, ISBN 978-3-7518-0963-4.
- Die Möglichkeit einer Micky Maus. Verbrecher Verlag, Berlin 2024, ISBN 978-3-95732-593-8.

### Übersetzungen und Illustrationen
- Billie Holiday: Lady sings the blues. Autobiographie. Edition Nautilus, Hamburg 2013, ISBN 978-3-89401-110-9 (Übersetzung aus dem Amerikanischen).
- Erich Kästner: Fabian, Die Geschichte eines Moralisten. Büchergilde Gutenberg, Frankfurt am Main / Wien / Zürich 2007, ISBN 978-3-7632-5736-2 (Illustration und Nachwort).
- Uli Becker: Das höchste der Gefühle – Erotische Gedichte. Maro, Augsburg 1987, ISBN 3-87512-075-2 (Illustration).
- Raoul Vaneigem: Das Buch der Lüste. Edition Nautilus, Hamburg 1984, ISBN 3-921523-71-0 (Übersetzung aus dem Französischen von Pierre Gallissaires und Frank Witzel).

### Phono
- mit Uli Becker, Thorwald Proll:  Bananenrepublik. Poesie & Geräusche zur gesellschaftlichen Wirklichkeit. Schallplatte 33/min, Nautilus Phonographie, Hamburg 1978, DNB 891314229.

### Hörspiel
- Die Erfindung der Roten Armee Fraktion durch einen manisch-depressiven Teenager im Sommer 1969, Hörspielbearbeitung: Frank Witzel / Leonhard Koppelmann, Komposition: Frank Witzel, Regie: Leonhard Koppelmann, Produktion: Bayerischer Rundfunk Hörspiel und Medienkunst 2016. Mit Edmund Telgenkämper, Jonas Nay, Valerie Tschplanowa, Shenja Lacher, Christiane Roßbach, Peter Fricke, Oliver Nägele, Götz Schulte. In einem Making-of porträtiert Katarina Agathos den Autor, Zeichner und Musiker Frank Witzel und dokumentiert Entstehungsprozess und Produktion der Hörspielfassung. Das Hörspiel wurde mit dem Deutschen Hörbuchpreis 2017 in der Sparte «Bestes Hörspiel» ausgezeichnet.
- Die apokalyptische Glühbirne; Komposition: Frank Witzel, Regie: Leonhard Koppelmann, Produktion: Bayerischer Rundfunk 2018. Mit Peter Brombacher, Gaby Dohm, Thomas Hauser, Julia Riedler, Michael Tregor, Sophie von Kessel, Irina Wanka, Anton Winstel.
- Stahnke. 15-teilige Hörspielserie, Regie: Leonhard Koppelmann, Produktion: BR 2020. Mit Wiebke Puls, Martin Feifel, Nicole Heesters, Axel Milberg, Fabian Hinrichs, Jutta Speidel und anderen. Als Podcast/Download im BR Hörspiel Pool.[13]
- Guter Rat. Ringen um das Grundgesetz. 8-teilige Hörspielserie über die Entstehung des Grundgesetzes, mit nachinszenierten Debatten aus dem Parlamentarischen Rat. Teil 1 Die Würde des Menschen ist unantastbar, Regie: Thomas Leutzbach. Teil 6 Eine Zensur findet nicht statt, Regie: Thomas Leutzbach, Produktion: WDR/DLF/BR für die Hörspielprogramme der ARD 2019.[14]
- Entwicklung einer Theorie, Realisation: der Autor, Produktion: HR 2019. Mit: Peter Schröder
- Jule, Julia, Julischka, Regie: Leonhard Koppelmann, Produktion: HR 2019. Mit: Jule Böwe, Julia Riedler, Julischka Eichel
- Bruchstücke Ein Hölderlin-Alphabet, Komposition: Frank Witzel, Regie: Leonhard Koppelmann, Produktion: Hessischer Rundfunk 2020. Mit: Ulf Stolterfoht, Peter Trawny. Alf Mentzer, Moritz Piquet, Martin Bros, Isaak Dentler, Ueli Jäggi, Manja Kuhl, Frauke Pohlmann, Peter Schröder, Michael Schütz, Merle Wasmuth, Sören Wunderlich, Werner Wölbern, Patrycia Ziółkowska
- Ein Leben im Ton, Autor: Frank Witzel, Regie: Leonhard Koppelmann, Produktion: Hessischer Rundfunk 2024. Mit: Matthias Habich, Christoph Pütthoff, Martin Bross, Holger Stockhaus, Bettina Lamprecht, Friederike Kempter, Lena Urzendowsky und Maximilian Braue

### Libretto
- Dora.  Libretto zur Oper von Bernhard Lang. Auftrag der Staatsoper Stuttgart[15]